# 王冠 (栓)

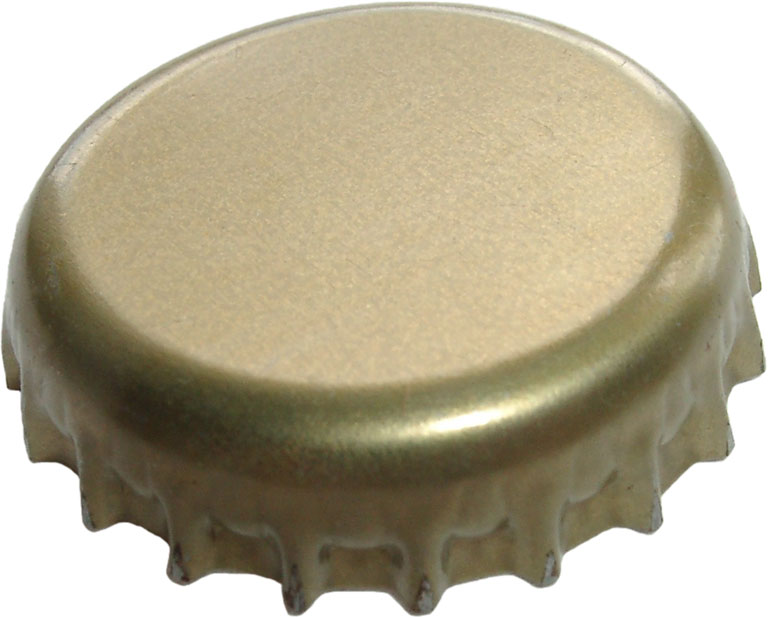
栓としての王冠

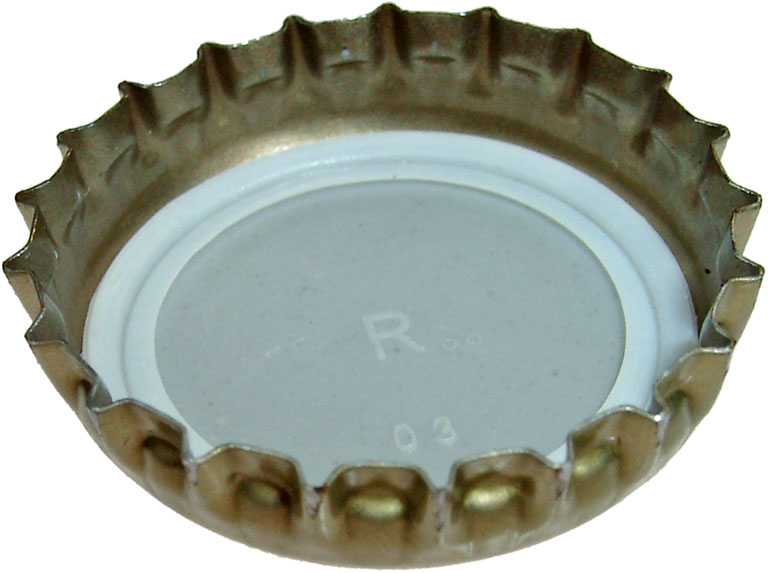
裏面の形状

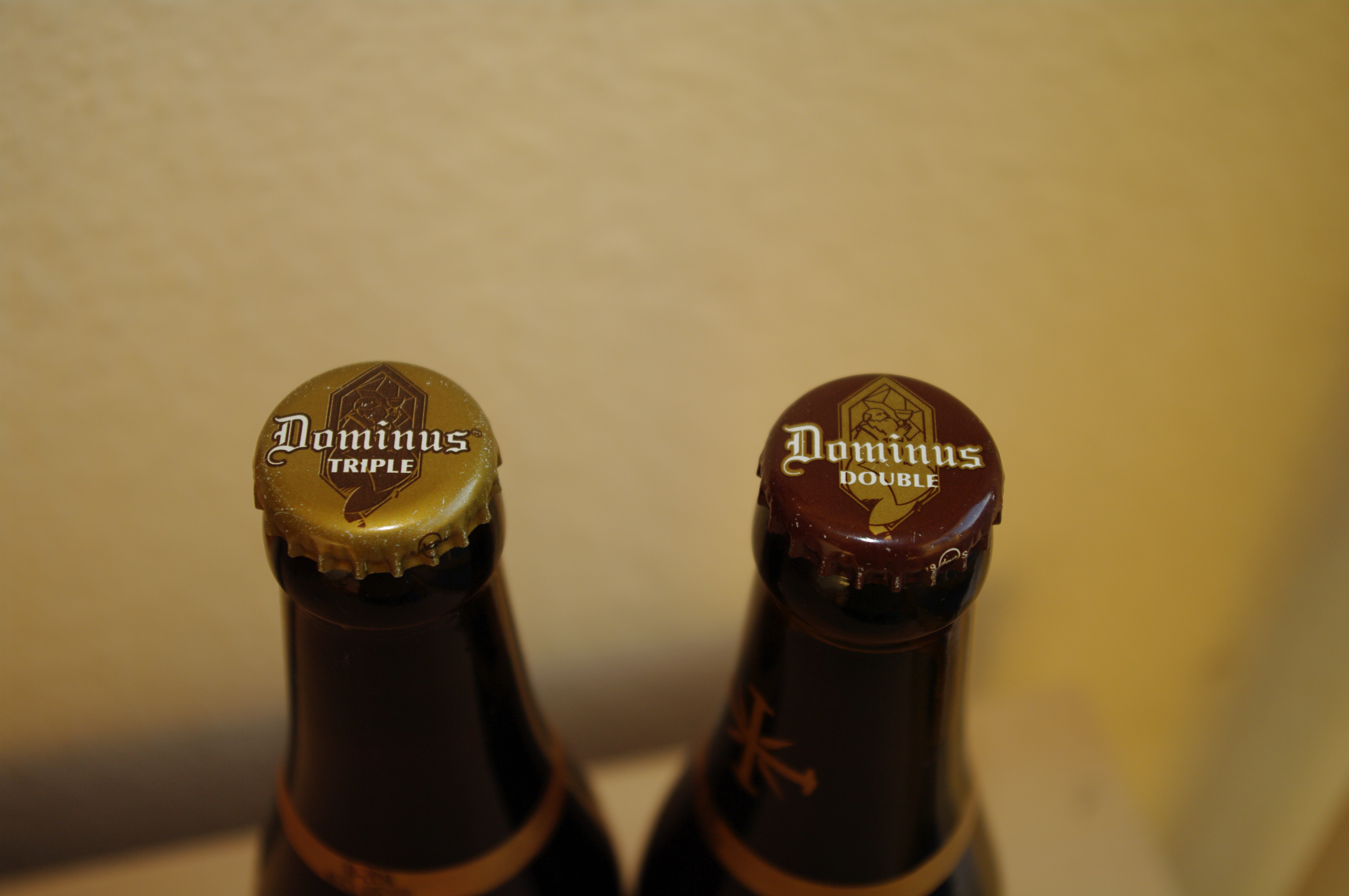
使用している例

王冠（おうかん）とは瓶を密封する栓（蓋）の一種。形状が単純で安価に大量生産でき、内容物の高い圧力にも耐えるため瓶飲料に広く使用されている。コレクションされる場合もある。形状が西洋の王冠に似ているので王冠（おうかん）と呼ばれる。

## 歴史

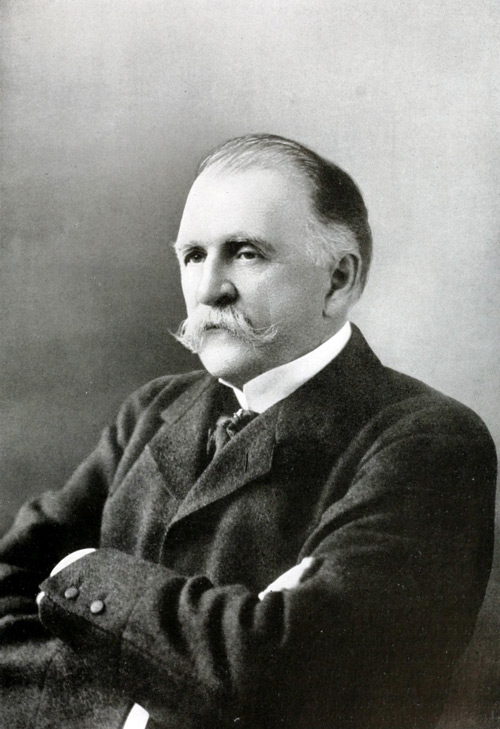
王冠を発明したウィリアム・ペインター、1896年撮影。

瓶入り炭酸飲料は1880年代のアメリカ合衆国にはすでに広まっていた。しかし、当時の瓶を密封する栓は信頼性に欠き、飲料や炭酸ガスが漏れることも多かった。そこで、1892年にアメリカのウィリアム・ペインターが王冠栓を発明して、特許を取得した。彼はさらに王冠栓を生産する機械も発明して特許を取得、同年にクラウン・コルク・アンド・シール社（the Crown Cork and Seal Company）を設立して、王冠栓を普及させた。

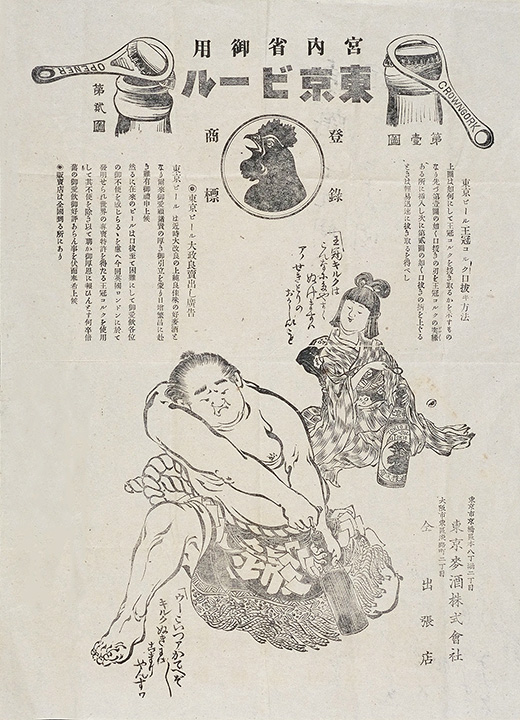
王冠栓付ビールの発売を告知する東京麦酒の広告（1900年）。アド・ミュージアム東京所蔵。

日本での歴史は、1900年7月に東京麦酒（前身は桜田麦酒で、後に大日本麦酒に吸収される）が王冠栓付ビールを発売したのが最初である。1901年にはジャパン・ブルワリーでも王冠栓が検討されたが見送られ、1912年に後身にあたる麒麟麦酒で本格的に採用された。1915年（大正4年）頃には、サイダー、酒、ビールなどの瓶のコルク栓がブリキ製王冠に代わった。

## 規格
王冠の寸法は、内径により、18mm、21mm、24mm、27mm、29mm、30mm、36mm、39mm、42mm、45mm、51mm、54mmなどがある。このうち最も利用されているのは27mm内径のものである。その側面の溝は全世界共通で21本刻まれている。また、27mm内径の王冠は高さにより、スタンダード王冠またはロングスカート王冠と呼ばれる約6.5mmのものと、インターメディエイト王冠またはショートスカート王冠と呼ばれる約5.9mmのものがある。一般には内径27mmで、王冠の高さは5.97mmである。
王冠の外形を形作る金属部分をシェルという。また、王冠の内側にある裏張りをライナーという。ライナーには、コルクシート、PVC樹脂など様々な素材が利用されるが、ほとんどの物がポリエチレン樹脂を用いている。

## 性能
王冠を打栓する瓶の内容物がビールなど炭酸ガスを含む内容物の場合には内圧がかかる。また、ジュースなど加熱殺菌する内容物である場合には内部は減圧状態となる。王冠はこれらの圧力の影響を受けることなく密封機能を発揮するものでなければならず、漏水試験、持続耐減圧試験、瞬間耐圧試験、持続耐圧試験が行われる。
通常の王冠は開ける際に栓抜きを必要とするが、ツイスト・オフ・キャップ（Twist Off Cap）になっているものなどは手で簡単に開けられる。

## 関連文献
- 上野博資、山口征夫「びん香と王冠について」『日本釀造協會雜誌』第59巻第11号、日本醸造協会、1964年、945-948頁、doi:10.6013/jbrewsocjapan1915.59.945。
- 中村憲三「王冠について」『日本釀造協會雜誌』第59巻第3号、日本醸造協会、1964年、194-198頁、doi:10.6013/jbrewsocjapan1915.59.194。